# 亚美尼亚历史

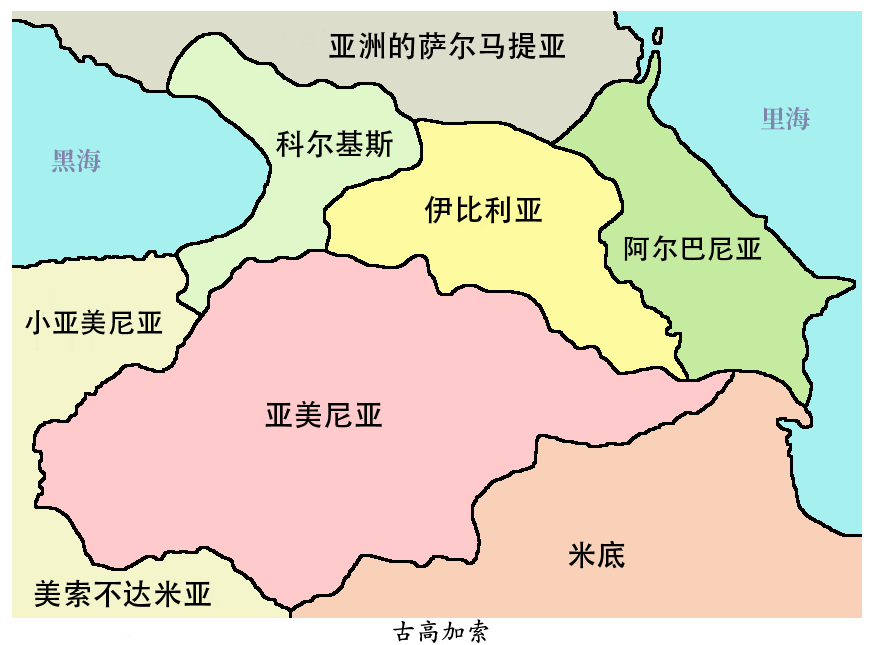
古典時期亞美尼亞的位置圖

亞美尼亞歷史涵蓋與亞美尼亞共和國歷史有關的主題，以及亞美尼亞族、亞美尼亞語以及歷史上和地理上被認為是亞美尼亞的歐亞大陸和地理上地區。 亚美尼亚位于由亞拉臘山环绕的高地。亚美尼亚国家最初的名字是哈伊克，之后为哈亚斯坦（Hayastan），意为哈伊克人的土地。亚美尼亚历史可以追溯到2500年前，传统上亚美尼亚的疆域在今天的高加索地区和土耳其东部广大区域。
亞美尼亞語是印歐語族中一個獨立而獨特的分支。 在西元314年基督教成為國教之前，亞美尼亞語一直是一種口語，亞美尼亞字母在407年被創造出來，這既是為了傳播新的信仰，也是為了避免被波斯文學世界同化。
在青銅時代，亞美尼亞高原分属多個國家，包括赫梯帝國（鼎盛時期）、米坦尼（歷史上的亞美尼亞西南部）和哈亚萨-阿兹邦联（西元前1600-1200年）。在哈亞薩-阿齊之後不久是奈里部落邦联（西元前1400-1000年）和烏拉爾圖王國（西元前1000-600年）。上述每個民族和部落都參與了亞美尼亞族的民族起源。葉里溫是亞美尼亞的現代首都，其歷史可追溯到西元前8世紀，西元前782年，烏拉爾圖國王阿尔吉什提一世在亚拉拉特平原西端建立了埃瑞布尼城堡。埃瑞布尼被描述為 「被設計為一個偉大的行政和宗教中心，一個完全的皇家首都」
鐵器時代的烏拉爾圖王國被奥龙特王朝所取代，奧龍提德王朝先是作為阿契美尼德帝國統治下的总督統治亞美尼亞，後來成為獨立的國王。繼波斯和隨後的馬其頓統治之後，阿尔塔克夏王朝的創始人阿尔塔什斯一世於西元前 190 年建立了亚美尼亚王国。西元1世紀，安息帝国統治阿尔萨息王朝的一個分支登上了亞美尼亞的王位。
4世紀初，阿尔萨息王朝成為第一個接受基督教為其國教的國家。亞美尼亞人後來先後淪為拜占庭、薩珊波斯和伊斯蘭的霸主，但在9世紀建立了巴格拉图尼王國，恢復了獨立。1045年王國滅亡，1064年塞爾柱征服亞美尼亞，之後亞美尼亞人在西里西亞建立了王國，直到1375年被摧毀。
16世紀初，亞美尼亞大部分地區處於薩法維王朝的統治之下; 但幾個世紀后，西亞美尼亞落入奧斯曼帝國的統治之下，而東亞美尼亞仍處於波斯統治之下。到19世紀，東亞美尼亞被俄羅斯征服，大亞美尼亞被奧斯曼帝國和俄羅斯帝國瓜分。
20世紀初，奧斯曼帝國政府對亞美尼亞人進行了種族大屠殺，多達150萬亞美尼亞人被殺害，更多的散居國外通過敘利亞和黎巴嫩流散到世界各地。1918年，隨著俄羅斯帝國的崩潰，東亞美尼亞成立了獨立的亞美尼亞第一共和國。1920年，該共和國被蘇維埃統治，成為蘇聯內的亞美尼亞蘇維埃社會主義共和國。1991年，隨著蘇聯解體，現代獨立的亞美尼亞共和國成立。

## 早期历史
在今亚美尼亚地区发现32.5万年前使用的石器工具，顯示當時已經有先民在此地生息。
在青铜时代，包括赫梯帝国、米坦尼和哈亚萨-阿兹（公元前1600年至公元前1200年）在内，数个国家在亚美尼亚高原繁荣发展。在哈亚萨-阿兹之后不久，出现了拿伊里部落联盟（公元前1400年至公元前1000年）和乌拉图王国（公元前1000年至公元前600年）。它们参与了亚美尼亚人的种族起源。首都埃里温的历史可以追溯到公元前8世纪。

## 古典时期和波斯统治
在公元前585年，烏拉爾圖的陷落之后，奧龍特王朝开始统治亚美尼亚至公元前191年。
前331年，亚历山大大帝击败了波斯人所建国家阿契美尼德帝国的大流士三世，亚美尼亚从波斯的一省变成马其顿帝国的一部分。随着亚历山大的逝世，马其顿帝国被瓜分成三块，其中亚美尼亚属于塞琉古帝国所统治。前198年，塞琉古帝国被罗马所击败，而亚美尼亚也在这时趁机从中分裂了出来。
前190年，阿尔塔什斯一世建立了阿爾塔克夏王朝，而到了前95年至前65年间，在提格兰二世（大帝）的领导之下，亞美尼亞王國成为当时西亚强大的国家之一。其疆域从今天的里海、地中海一带一直绵延到埃及。但是，亚美尼亚的光辉并不长久，在之后的千馀年之中，一直辗转在许多异族的统治下残存着，却并没有真的因此而灭亡。

58年至63年羅馬－安息戰爭首兩年軍隊在亞美尼亞王國的動向，地圖列明羅馬對亞美尼亞的侵攻及格內斯·多米特斯·科布洛（Gnaeus Domitius Corbulo）攻陷亞美尼亞的詳細情況。

首先，在帕提亚帝国（中国古称安息）与罗马帝国的东西双面夹击下，阿尔塔什斯王朝在1年左右灭亡，而亚美尼亚也在短暂的沦为罗马的一省后不久，变成罗马的保护国。至于东亚美尼亚部分则在64年时建立了阿尔沙克王朝，则成为帕提亚的保护国。224年，萨珊王朝灭帕提亚；为了不被波斯人的拜火教所同化，西元301年，亚美尼亚王梯里达底三世定基督教为国教，使得亚美尼亚成为世界上第一个单一宗教国家。405年，亚美尼亚字母被发明。西元428年，阿尔沙克王朝灭亡。之后200年间东亚美尼亚一直被波斯人所统治。450年和482年，东亚美尼亚爆发了两次反对波斯人统治的全民起义，虽然惨遭失败，但最终迫使波斯帝国做出让步，亚美尼亚恢复了实际上的自治地位并可以保持基督教信仰。发起两次起义的统帅都属于亚美尼亚知名的马米科尼扬家族。

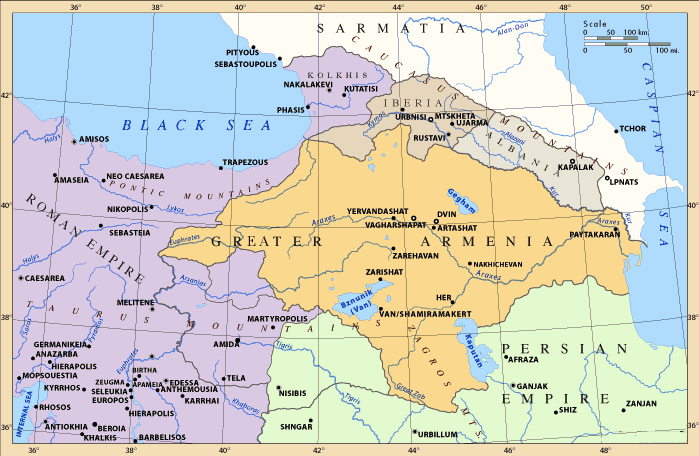
4世紀的亞美尼亞王國（299–387年），夾在羅馬帝國與薩珊波斯之間，此時的亞美尼亞人快速地從祆教轉為基督教

## 中世纪
602-628年拜占庭與波斯薩珊王朝的戰爭後，兩國均已元氣大傷。這讓阿拉伯穆斯林得以順利侵占拜占庭在中東、北非的領土，並展開伊斯蘭對波斯的征服（633-654）。薩珊王朝覆滅後，亞美尼亞人開始歸倭馬亞王朝穆斯林管治，阿拉伯人强迫亚美尼亚人改信伊斯兰教，但没有成功；885年阿碩特一世重新建立第二亞美尼亞王國。拜占庭帝國在巴西爾二世（976-1025）統治下，國力擴張，並逐漸吞併亞美尼亞王國。1045年，巴格拉提德首都阿尼被拜占庭軍隊所占，亞美尼亞王國再次滅亡。亞美尼亞高原再次由外族統治。

亞美尼亞人組成的封建諸王國（西元1000年）

九世紀後期，塞爾柱人入侵亞美尼亞高原，部分亞美尼亞難民逃至瀕臨東地中海的奇里乞亞（基利家），建立奇里乞亞亞美尼亞王國（1080-1375）。奇里乞亞與十字軍國家透過聯姻維持友好的關係，十字軍亦曾協助亞美尼亞抵抗拜占庭和土耳其人。12世紀，由於蒙古人佔領了至中亞至中東的大幅領土，奇里乞亞與蒙古人結盟以對抗穆斯林，尤其是埃及的馬木留克。13-14世紀，各十字軍國家逐漸崩潰、蒙古人伊斯蘭化，都使奇里乞亞失去盟友。在內部宗教衝突和馬木留克不斷進攻下，王國最終於1375年滅亡。
自此奇里乞亞跟亞美尼亞高原一樣復歸外族統治。

## 近代
由於具有重要的戰略價值，鄂圖曼帝國和波斯薩非王朝一直爭奪亞美尼亞高原的控制權。1555年的阿馬西亞和約以後，儘管鄂圖曼-波斯戰爭不斷，但西亞美尼亞一直歸屬鄂圖曼帝國，東亞美尼亞則至19世紀上半葉皆歸屬波斯。
16至20世紀，奇里乞亞都是鄂圖曼帝國的領土。1828年，沙俄在與波斯戰爭中獲得東亞美尼亞。而地域廣闊的西亞美尼亞仍在鄂圖曼土耳其的统治下。儘管非穆斯林的財產、信仰自由是受到保障，信奉基督教的亞美尼亞人仍長期被視作二等公民，自19世紀末，亞美尼亞人開始遭到土耳其人和鄂圖曼帝國不斷的迫害和屠杀。

## 20世纪

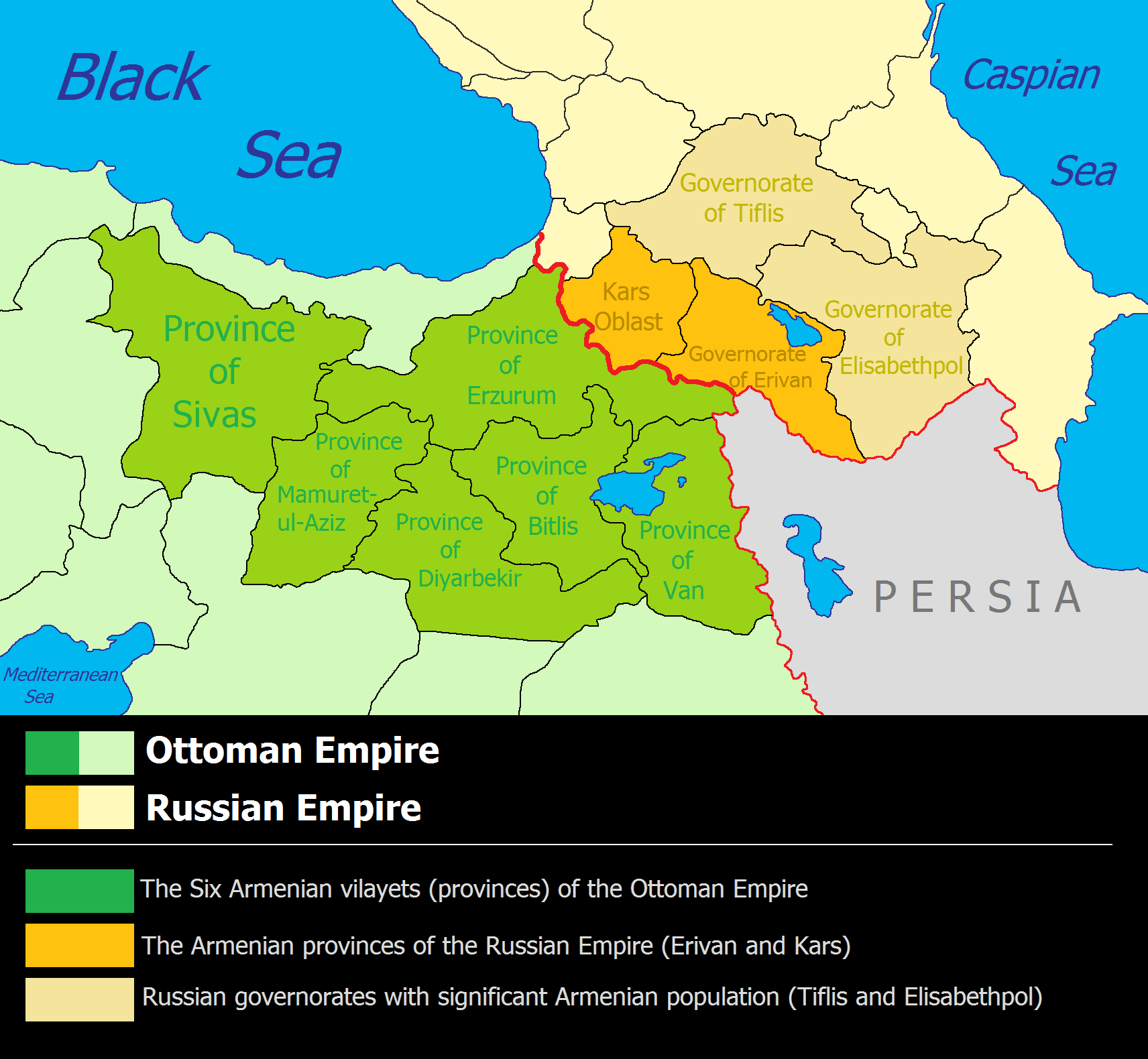
一戰之前的亞美尼亞人分布：綠色─鄂圖曼統治的西亞美尼亞六省（後經土耳其大屠殺而幾乎消失）；黃色─沙俄統治的東亞美尼亞省；淡米色─有許多亞美尼亞人居住的俄國統治區

1909年4月，土耳其人在奇里乞亞 （當時歸屬鄂圖曼帝國阿達納行省）展開屠殺亞美尼亞人的行動，到達阿達納的土耳其士兵更參與屠殺，約2-3萬亞美尼亞人被殺。
1912年第一次巴爾幹戰爭爆發，鄂圖曼失去85%的歐洲領土，造成上萬名穆斯林從巴爾幹半島逃至土耳其。再加上俄羅斯帝國在俄土戰爭中得以吞併鄂圖曼在高加索的領土，亦造成大量穆斯林難民從高加索遷移至土耳其。這些難民都增加了鄂圖曼穆斯林的排外情緒。

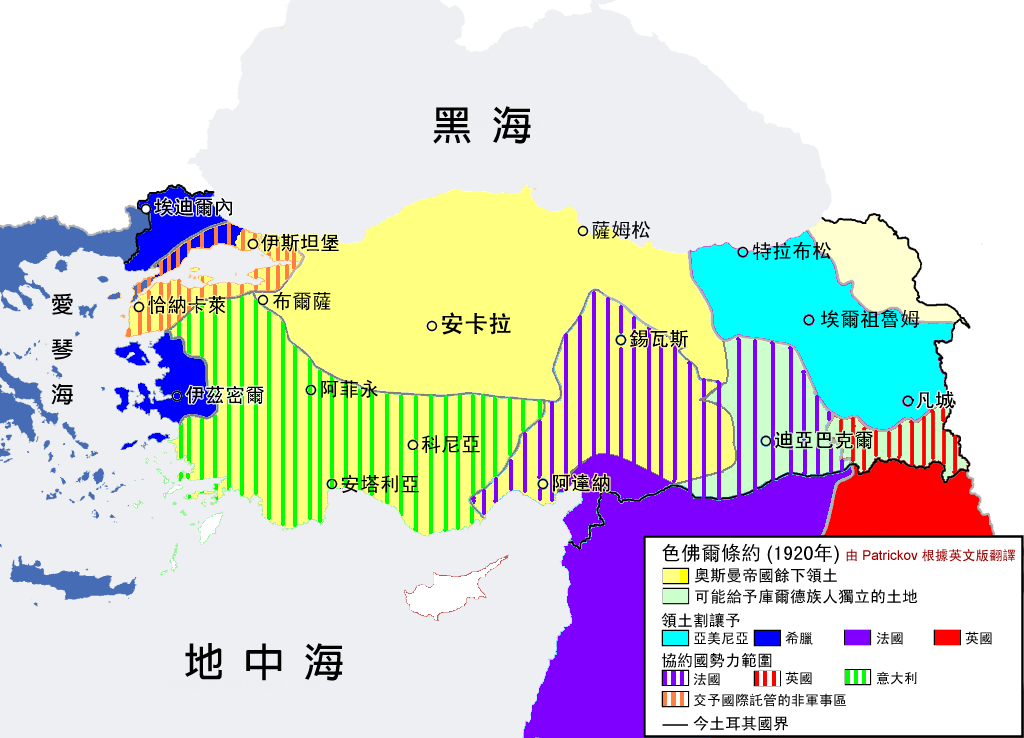
1920年瓜分鄂圖曼的塞夫尔條約（被凱末爾推翻），東北角的淡藍區是預計給亞美尼亞民主共和國的領土，雖然淡藍區的亞美尼亞人已在1915年的大屠杀而大量消失

1915年至1918年间，正处于第一次世界大战的奥斯曼土耳其政府因为借口亚美尼亚人叛乱，对居住在土耳其奥斯曼帝国控制区内的亚美尼亚人进行了系統性的种族大屠杀（名義上是「驅逐亞美尼亞人」），估计死亡人数高低不等，少则接近100万，高则达150万。此外数以万计生活在故土的西亞美尼亞人被迫流亡海外，其中部分經陸路逃至俄羅斯境內，這些被「驅逐」出安納托利亞的亞美尼亞人只有20萬人活下來。

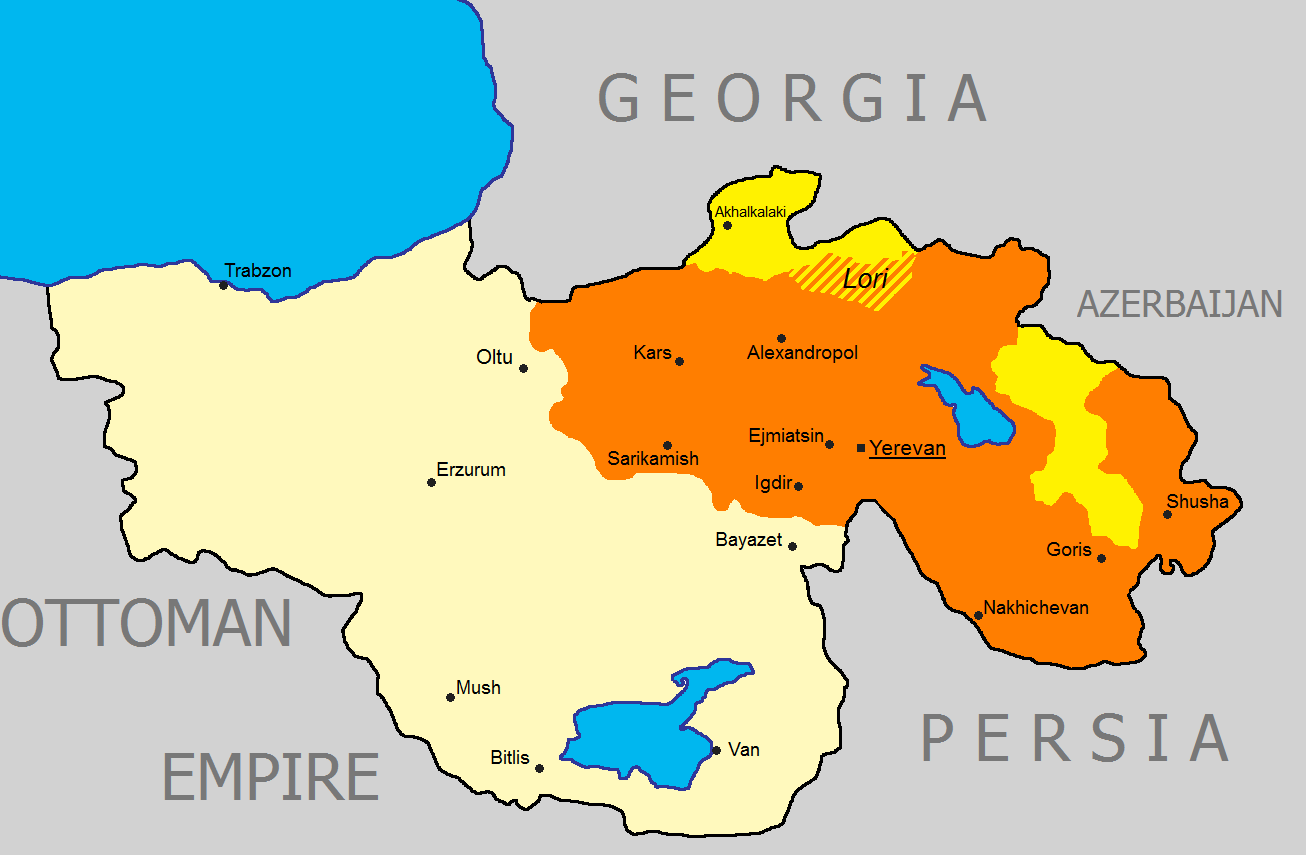
实际控制的東亞美尼亞，1914年有300萬亞美尼亞人
宣称拥有主权但未实际控制的区域
《塞夫尔條約》中划分给亚美尼亚，但未实际控制的西亞美尼亞，1914年的亞美尼亞人近兩百萬（占當地人口的1/3），但到了1923年幾乎消失

1918年5月28日，亞美尼亞民主共和國成立。一戰末奧斯曼帝國戰敗，美國總統伍德羅·威爾遜在巴黎和會上建議擴張亞美尼亞民主共和國的疆域，使得它包括歷史上的亞美尼亞地區。因此1920年簽署的色佛爾條約原是讓西亞美尼亞回到亞美尼亞管治。可是此條約從未生效，西亚美尼亚更被土耳其夺回。1920年11月29日，蘇聯入侵，並在亚美尼亚建立苏维埃政权，成為外高加索蘇維埃聯邦社會主義共和國。1936年亚美尼亚苏维埃社会主义共和国成立，正式成为苏联加盟共和国之一。

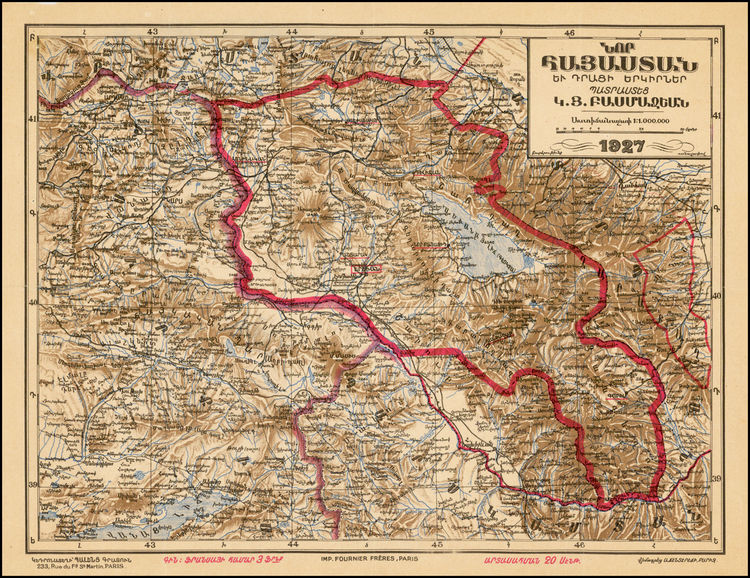
亚美尼亚苏维埃社会主义共和国

苏联时代的亚美尼亚逐步從農業國轉變為工業國家。在蘇聯統治晚期，1988年12月7日亞美尼亞北部的斯皮塔克發生面波震級6.8級的地震，夺去了2.5-3萬亚美尼亚人的生命，50万人无家可归，当时有许多西方民间团体曾发起大规模的募款赈灾活动援助灾区的居民。

## 独立
亚美尼亚在1991年9月21日从苏联独立，恢复了独立国家的身份。并且旋即在12月21日加入独联体。隨著亞美尼亞在納戈爾諾-卡拉巴赫戰爭的勝利，鄰國土耳其和阿塞拜疆與亞美尼亞的關係立即轉差，兩國亦關閉與亞美尼亞接壤的邊境。
這嚴重影響亞美尼亞獨立後的經濟發展。直至2009年10月，土耳其才與亞美尼亞簽訂協議，把兩國關係正常化。